# Castello di Borgo Val di Taro
Il castello di Borgo Val di Taro è un maniero medievale i cui resti sorgono accanto alla chiesa di Sant'Antonino in piazza XI Febbraio a Borgo Val di Taro, in provincia di Parma.

## Storia

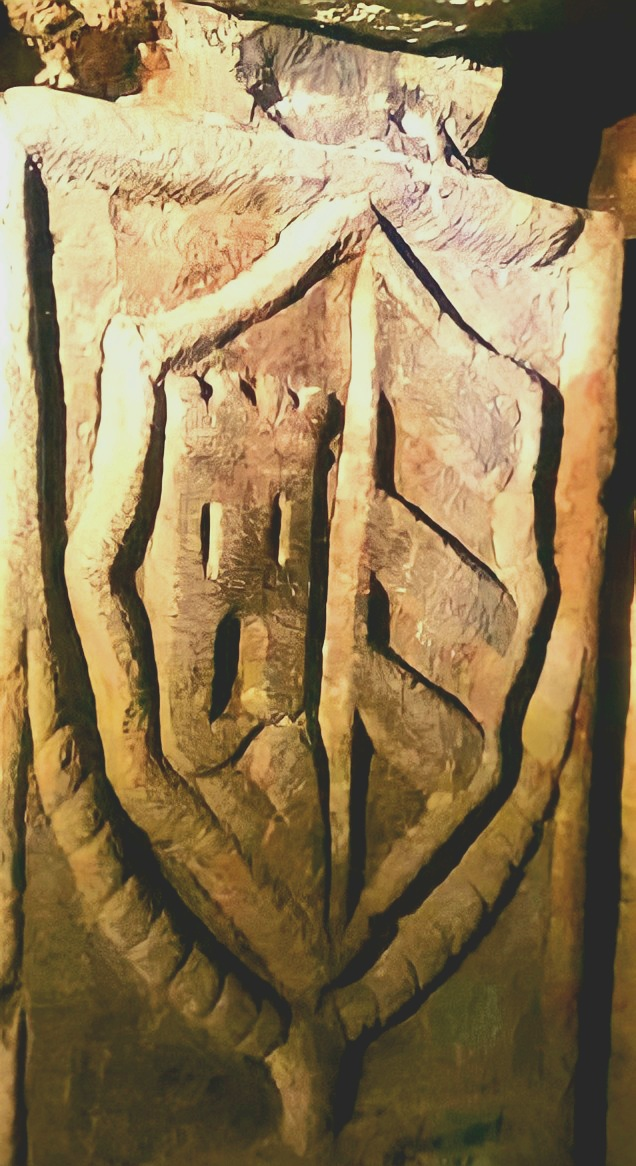
Stemma dei Platoni nel castello

Agli inizi dell'XI secolo i territori della Val di Taro, seppur formalmente appartenenti all'abbazia di San Colombano di Bobbio, furono occupati e governati de facto da Plato Platoni; della suddivisione ereditaria delle sue terre, approfittarono nei decenni successivi soprattutto le famiglie confinanti Malaspina e Pallavicino: nel 1166 Moroello Malaspina conquistò, con l'aiuto dei parmigiani e l'avallo dell'imperatore del Sacro Romano Impero Federico Barbarossa, la Val di Taro, che era stata occupata alcuni anni prima dal Comune di Piacenza, e si fermò nei pressi delle torri di "Turris" (poi "Torresana", oggi Borgo Val di Taro). Seguirono anni di scontri con i piacentini, che attaccarono vari borghi della vallata; nel 1188 Moroello Malaspina espugnò e incendiò le torri e il borgo murato di Borgo Val di Taro, ma l'anno successivo il Comune di Piacenza lo costrinse a vendere tutti i diritti sulla vallata e nel 1195 rifondò e fortificò il nuovo centro abitato di Turrexana, realizzandovi probabilmente anche il primitivo castello sul luogo dell'attuale.
Nel 1243 il papa Innocenzo IV ricevette la signoria di Borgotaro, che assegnò ai conti di Lavagna Fieschi, suoi familiari.
Nel 1255 il signore di Piacenza Oberto II Pallavicino riconquistò alla città il castello; tuttavia, due anni dopo, cacciato da Piacenza, convinse i Lusardi di Montarsiccio, condottieri di Ubertino I Landi, a occupare il territorio borgotarese, che il Landi acquistò dai piacentini e annetté ai territori del nascente Stato Landi.
Nel 1307 Alberto Scotti conquistò con i fuoriusciti parmigiani e piacentini il castello di Bardi e quello di Borgo Val di Taro; nel 1312 Ubertino II Landi riuscì a tornarne in possesso e ottenne l'investitura ufficiale dei feudi di Borgo Val di Taro, Compiano e Bardi da parte dell'imperatore Enrico VII di Lussemburgo. Nel 1317 Galeazzo I Visconti occupò con le sue truppe il maniero borgotarese, ma nel 1327 ne fu nuovamente infeudato Ubertino II per volere dell'imperatore Ludovico il Bavaro.
Nel 1405 il duca di Milano Giovanni Maria Visconti confermò a Galvano Landi l'investitura su Bardi, Compiano e Borgotaro, ma nel 1414 i Fieschi occuparono il castello borgotarese, grazie anche all'intervento dei legati del papa Giovanni XXII, che con un breve apostolico concesse in feudo perpetuo Borgotaro ai conti lavagnesi.
Nel 1429 le truppe di Filippo Maria Visconti, guidate da Niccolò Piccinino, conquistarono il maniero fliscano, che il duca di Milano assegnò in segno di riconoscenza al Piccinino; il condottiero ampliò e rinforzò il castello. Nel 1438 il Visconti nominò Niccolò Piccinino marchese di Borgo Val di Taro. Dopo la morte del condottiero avvenuta nel 1444, il maniero tornò ai Fieschi per accordi col nuovo duca Francesco Sforza; in seguito alla scomparsa di quest'ultimo nel 1466, Obietto Fieschi perse l'appoggio del successore Galeazzo Maria Sforza, che nel 1467 occupò con le sue truppe il castello e nel 1473 lo concesse a Francesco Platoni, che ne rivendicava il possesso; ne scaturì uno scontro con i da Costerbosa di Compiano, appartenenti a un ramo della famiglia Platoni, e la pace fu ristabilita nel 1475 con l'intervento del Duca stesso.
Nel 1477 Manfredo Landi, che nel 1468 aveva sposato Antonia Maria Fieschi, occupò il castello borgotarese col favore dello Sforza. L'anno seguente Obietto Fieschi invase la Val di Taro rivendicando il possesso di Borgotaro, ma ne fu respinto; nel 1479 si alleò con Roberto Sanseverino d'Aragona e Ludovico il Moro e assediò invano il castello, difeso da Gian Giacomo Trivulzio. Solo nel 1488, in seguito alla presa del potere a Milano da parte del Moro, i Fieschi rientrarono in possesso di Borgotaro; verso la fine del XV secolo il nuovo marchese Obietto Fieschi incaricò il maestro Martino da Lugano della ricostruzione delle fortificazioni del borgo, che fu dotato di una cinta muraria, con torri, rivellino e fossato; il maniero fu riedificato e notevolmente rinforzato.
In seguito al fallimento della congiura di Gianluigi Fieschi nel 1547, il duca di Parma Pier Luigi Farnese occupò il castello; dopo pochi mesi Pier Luigi fu ucciso a Piacenza, nella congiura organizzata da Ferrante I Gonzaga e dai nobili piacentini Giovanni Anguissola, Agostino Landi, Luigi Confalonieri, Alessandro e Camillo Pallavicino e avallata dall'imperatore Carlo V d'Asburgo. Le truppe imperiali guidate dal Gonzaga occuparono il maniero borgotarese; nel 1548 Carlo V nominò Agostino Landi governatore di Borgotaro e nel 1551 lo investì del feudo.
Il Landi, diffidente dei borghigiani, fece abbattere la cinta muraria del paese, danneggiando anche il castello. Il processo di deterioramento della fortezza fu inoltre accelerato da alcune rovinose piene del fiume Taro, che all'epoca scorreva ai piedi della scarpata.
L'ostilità della popolazione crebbe negli anni successivi, anche in seguito alla successione del figlio Claudio; nel 1578 i borgotaresi si ribellarono e chiesero l'aiuto del duca Ottavio Farnese, che, forte del mandato ricevuto dal papa Gregorio XIII, intervenne con le sue truppe, occupando il maniero e annettendo de facto il feudo al ducato di Parma e Piacenza. Il Landi tentò di reimpadronirsi del castello, ma non vi riuscì e il Duca vi insediò un governatore.
Nel 1610 il duca Ranuccio I Farnese fece ricostruire le mura della fortezza.
Nel 1636 Giovanni Andrea II Doria, che aveva sposato nel 1625 Maria Polissena, ultima erede dei Landi, occupò il castello di Borgotaro, ma dopo undici mesi di assedio fu costretto a rinunciarvi. Le pretese della casata cessarono soltanto nel 1682, quando Giovanni Andrea III Doria Landi alienò lo Stato Landi al duca Ranuccio II Farnese.
Perse le funzioni difensive, il castello fu adibito a sede carceraria e infine a palazzo comunale; fu inoltre più volte modificato per conformarlo alle nuove esigenze.
Nel 1926 la porzione orientale del castello fu abbattuta per consentire la realizzazione della nuova strada di circonvallazione del centro storico.
Nel 1936 il Comune di Borgo Val di Taro avviò la demolizione del resto del maniero, con lo scopo di edificare sulle sue macerie la casa del Fascio di Borgotaro; i lavori furono tuttavia interrotti dallo scoppio della seconda guerra mondiale, lasciando il castello in rovina per anni.
Nel 1952 sorse la necessità di individuare un lotto su cui costruire un nuovo asilo, in sostituzione del vecchio edificio che lo ospitava; il Comune individuò nell'area occupata dai resti della fortezza il luogo ideale, grazie alla stretta vicinanza con la chiesa parrocchiale, di cui fu abbattuta la canonica; i ruderi del castello furono rimossi tra il 1958 e il 1963 e la nuova "Casa del Fanciullo" fu completata nel 1970.
Alla fine del secolo furono riportati in luce i resti dell'antica torre prospiciente la piazza, a lato della scuola materna.

## Descrizione

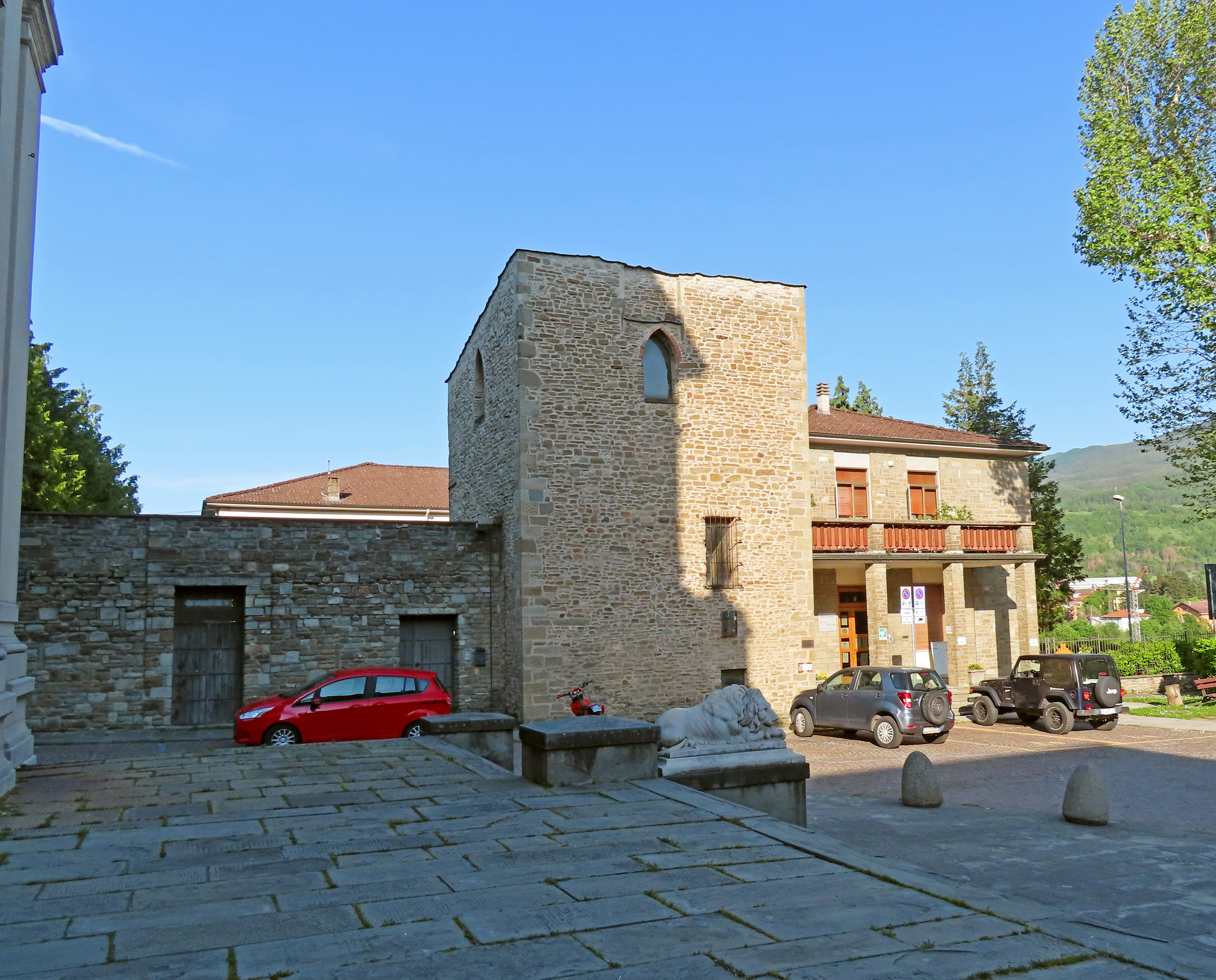
Torre

Dell'antico castello a pianta quadrangolare restano oggi soltanto due lati e parte del terzo della torre posta accanto alla chiesa di Sant'Antonino.
Rivestita interamente in pietra, la costruzione mozza, inglobata nell'edificio scolastico, è caratterizzata dalla presenza di due sole aperture in facciata, tra cui la finestra ad arco ogivale al centro.